# Эоловые отложения
Эо́ловые отложения (от др.-греч. Αἴολος — бог ветров Эол) — тип континентальных геологических отложений, представлен материалом, принесённым ветром.

## Типы эоловых отложений
Перенос частиц ветром совершается во взвешенном состоянии или путём перекатывания, в зависимости от скорости ветра и размера частиц. Во взвешенном состоянии переносятся пылеватые и песчаные частицы. Песчаные частицы переносятся в основном перекатыванием по земле, иногда перемещаются на небольшой высоте. При уменьшении скорости ветра и других благоприятных условиях происходит отложение переносимого материала (аккумуляция) — образуются ветровые (эоловые) отложения.
Закреплённые пески распространены достаточно широко, особенно в районах полупустынь. Грядовые пески представляют собой вытянутые формы высотой 10—20 м; бугристые пески — неподвижные холмы (редко высотой более 10 м) с пологими склонами. Их движение остановлено растительным покровом.
В южных районах России широко распространены рыхлые, пористые горные породы, называемые лёссом. Лёссы — очень ценные почвообразующие породы, на них формируются наиболее плодородные почвы. Однако лёссы легко размываются водой, поэтому в области их распространения часто возникают овраги. Их можно встретить возле Москвы, Омска, Иркутска и Якутска.
Эоловые лёссы встречаются за пределами пустынь. Современные пыльные бури образуют рыхлые наносы, которые через некоторое время размываются атмосферными водами. Пылеватые накопления более древнего возраста приняли участие в формировании лёссовых образований. Мощность лёссовых отложений колеблется от 1—2 до 100 м и более. Породы эти как основания зданий и сооружений обладают специфическими строительными свойствами.

## Галерея

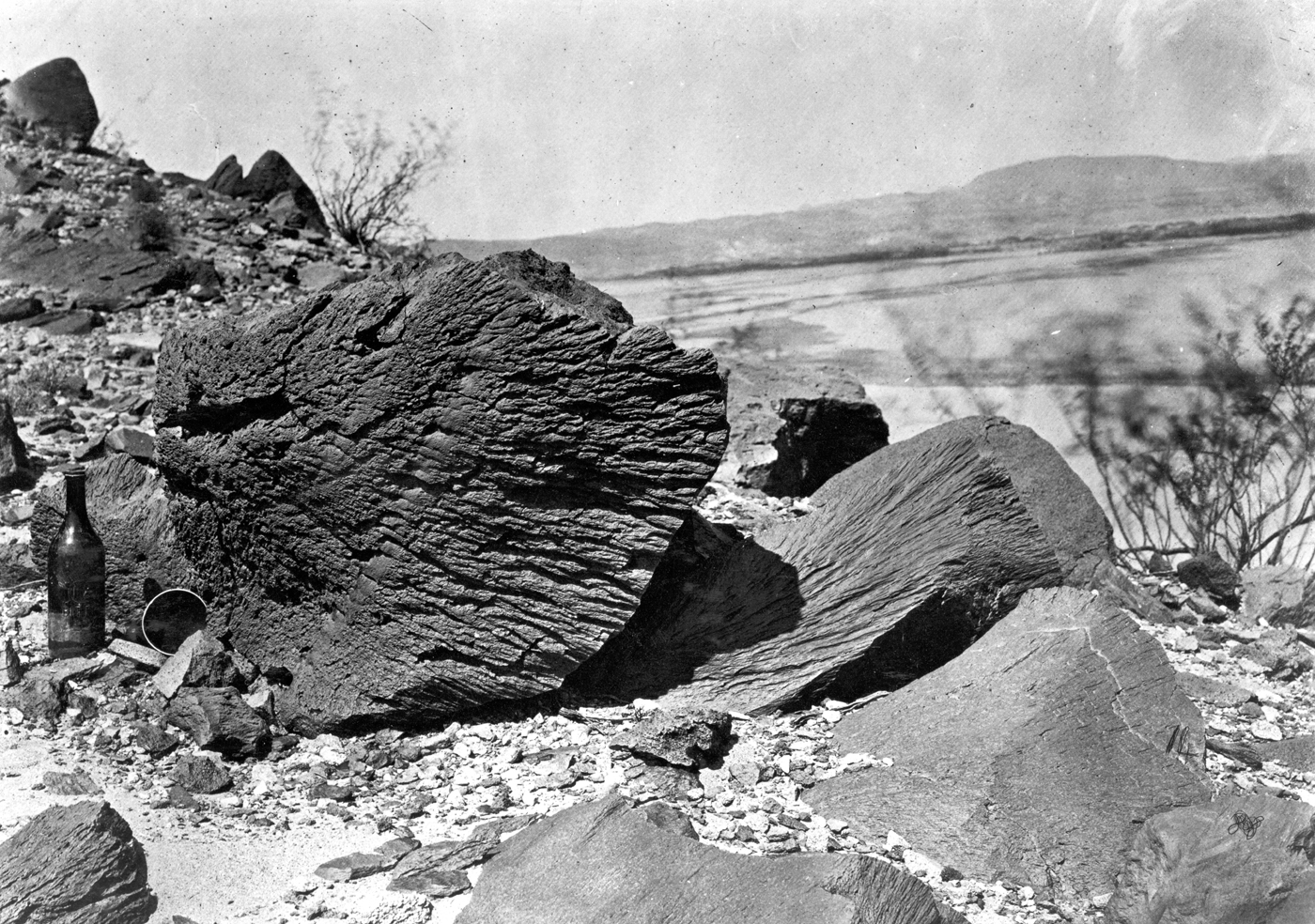
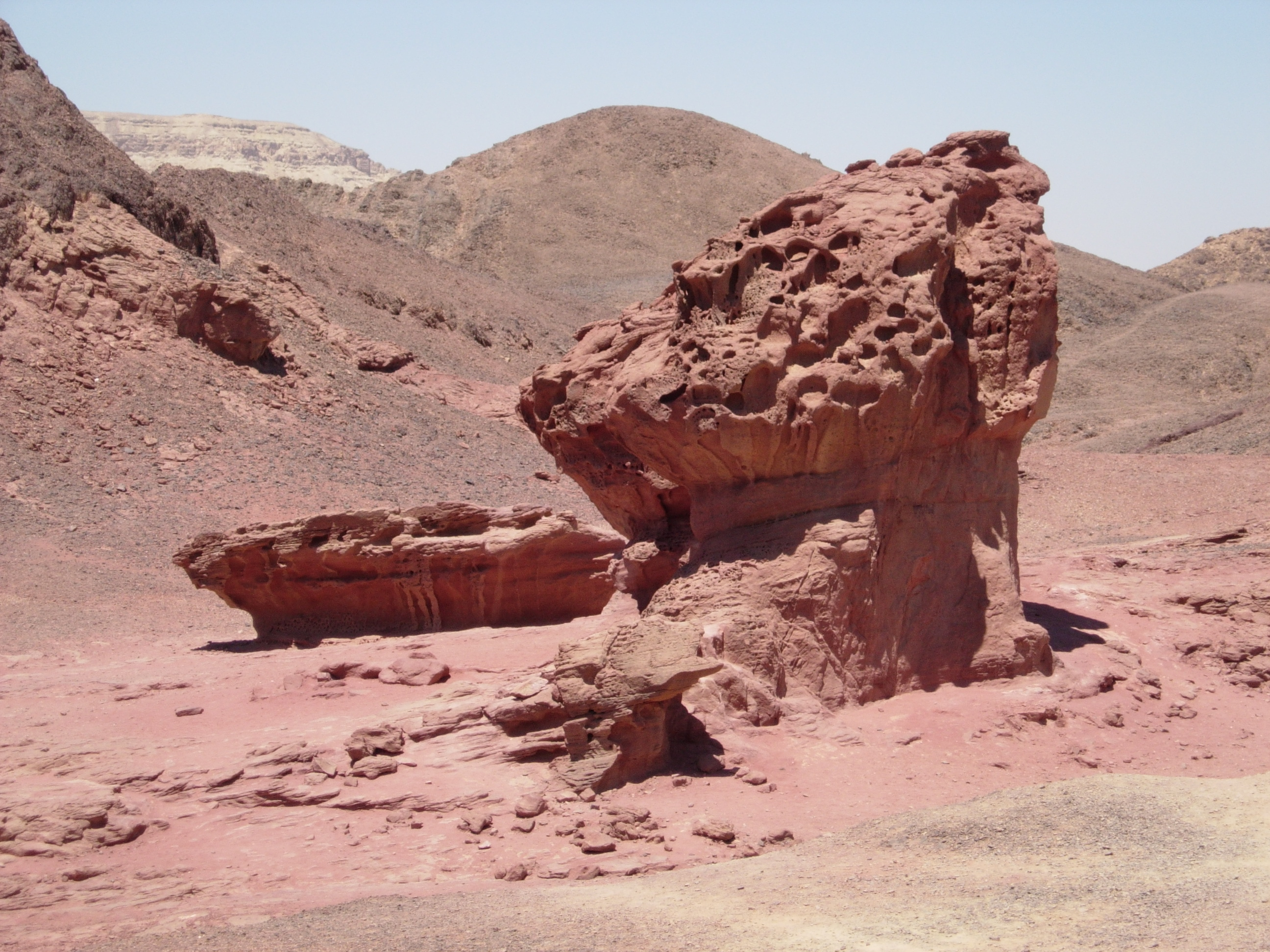
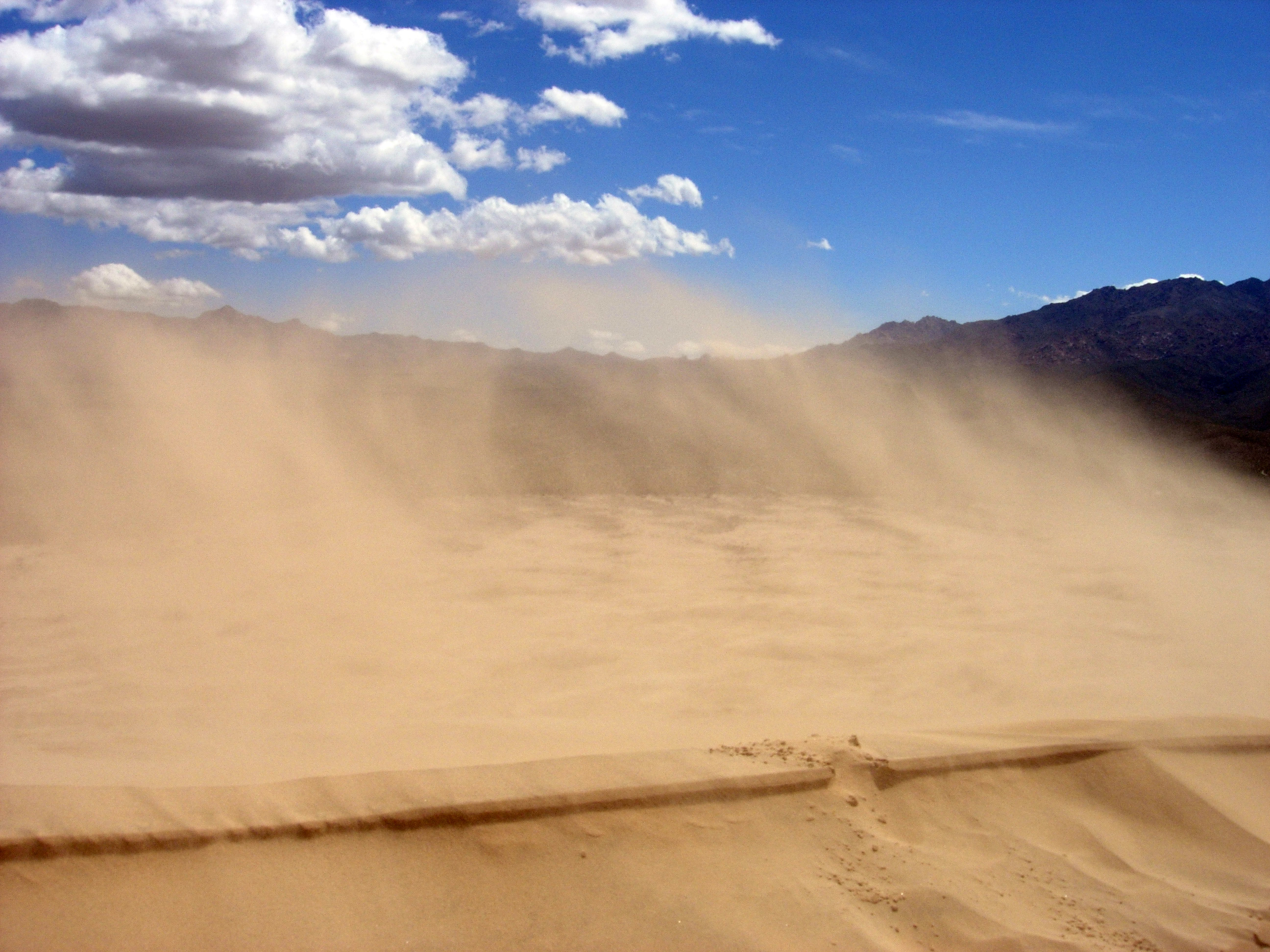